# Anatolij Olekszijovics Sztasz
Anatolij Olekszijovics Sztasz (ukránul: Анато́лій Олексі́йович Стась)  (Susvalivka, Poltavai terület,  1927. május 5. –) ukrán (szovjet) író, műfordító.

## Élete
Szegényparaszti családban született Shushvalovkában. 1941-ben egy hétéves iskolát végzett. A második világháborúban 1944–45-ben a haditengerészetnél szolgált, a helytállásáért kitüntetéseket és emlékérmeket kapott. A háború után Komszomol-aktivistaként dolgozott a Poltavai területen, Lvovban a Komszomol kerületi bizottság titkára. Ezt követően hosszú ideig több újság tudósítójaként dolgozott. 1950 óta esszéket, novellákat, irodalmi és kritikai cikkeket publikált. Elsősorban sci-fi- és kalandművek szerzője. 1963 óta a Szovjetunió Írószövetségének tagja. Az ukrán Újságírók Uniójának kijevi szervezetének titkára volt. 1973-tól 1987-ig a Szovjet Békealap ukrán fiókját vezette.

## Munkássága
Írásaiban fontos szerepet kapott a második világháború idejében történtek megörökítése, különös tekintettel a partizánmozgalom vezetőire. Jelentősek még tudományos-fantasztikus művei, amelyek közül többet más nyelvre is lefordítottak. Ukrán nyelvre fordította Alekszandr Mirer orosz író egyik regényét (Головний полудень-t) is.

## Művei (válogatás)
- Підземний факел (1960) Földalatti fáklya
- Зелена пастка (1972) Zöld útvesztő
- Сріблясте марево (1974) Az ezüst szellem
- Вулиця Червоних Троянд (1977) Vörös Rózsa utca
- Комісари вмирають першими (1977) Először a komisszárok halnak meg

### Magyarul
- Földalatti fáklya; ford. Ferencz Győző; Határőrség, Bp., 1966 (Határőrök kiskönyvtára)
- Zöld útvesztő; ford. Radó György; Móra, Bp., 1974 (Delfin könyvek)[1]
- Füstjelek a dzsungel felett (20 részes folytatásos képregény, Népszabadság, 1974–1975)[2]